# Burks
Burks är en udde i Antarktis. Den ligger i Västantarktis. Inget land gör anspråk på området.
Terrängen inåt land är platt. Trakten är glest befolkad. Närmaste befolkade plats är Russkaya Station, 7,4 kilometer söder om Burks.